# Parc Ange Michel
Ne doit pas être confondu avec Michel-Ange.
Le parc Ange Michel est un parc d'attractions situé sur la commune déléguée de Saint-Martin-de-Landelles (Saint-Hilaire-du-Harcouët), dans le département de la Manche et en région Normandie.
Situé au bord de la Sélune, le parc, inauguré en 1991, est construit sur un terrain vallonné et arboré de 10 hectares, qui bénéficie alors d'une vue sur le lac de Vezins. Deux années sont nécessaires pour défricher l'espace autour des deux seuls bâtiments déjà existants (un chalet et une petite chapelle), et proposer les premières attractions. Les propriétaires font ensuite construire une nouvelle attraction tous les ans, jusqu'à en proposer une quarantaine en 2023.
Pierre Gouvenou, ancien maçon, est le premier propriétaire du parc. Sa fille aînée, Christine Gougeon, en devient la gérante en 1998, puis propriétaire en 2006. La gestion du parc reste familiale, puisque le mari et les trois enfants de Christine Gougeon travaillent également au sein de l'entreprise. 
Entre 2017 et 2020, alors que le parc s'apprête à fêter ses trente années d'existence, le proche barrage de Vezins est progressivement détruit et le lac artificiel vidangé, pour des raisons notamment écologiques. Le parc, de son côté, perd le panorama qui avait motivé à l'origine l'achat du terrain par Pierre Gouvenou. Ce changement d'environnement ne semble cependant pas avoir d'impact significatif sur la fréquentation du parc, qui reste croissante entre l'ouverture de celui-ci et la période de crise sanitaire. Il accueille 20 000 visiteurs lors de son ouverture en 1991, et 110 000 visiteurs en 2018. 
En 2011, le parc Ange Michel est l'un des dix sites les plus visités de la Manche et il dépasse le million d'euros de chiffre d'affaires l'année suivante. Depuis 2015, la famille Gougeon envisage de thématiser davantage les attractions et les différents espaces du parc, autour notamment de la piraterie ou des années 1900.

## Histoire

### Achat du terrain et premières attractions

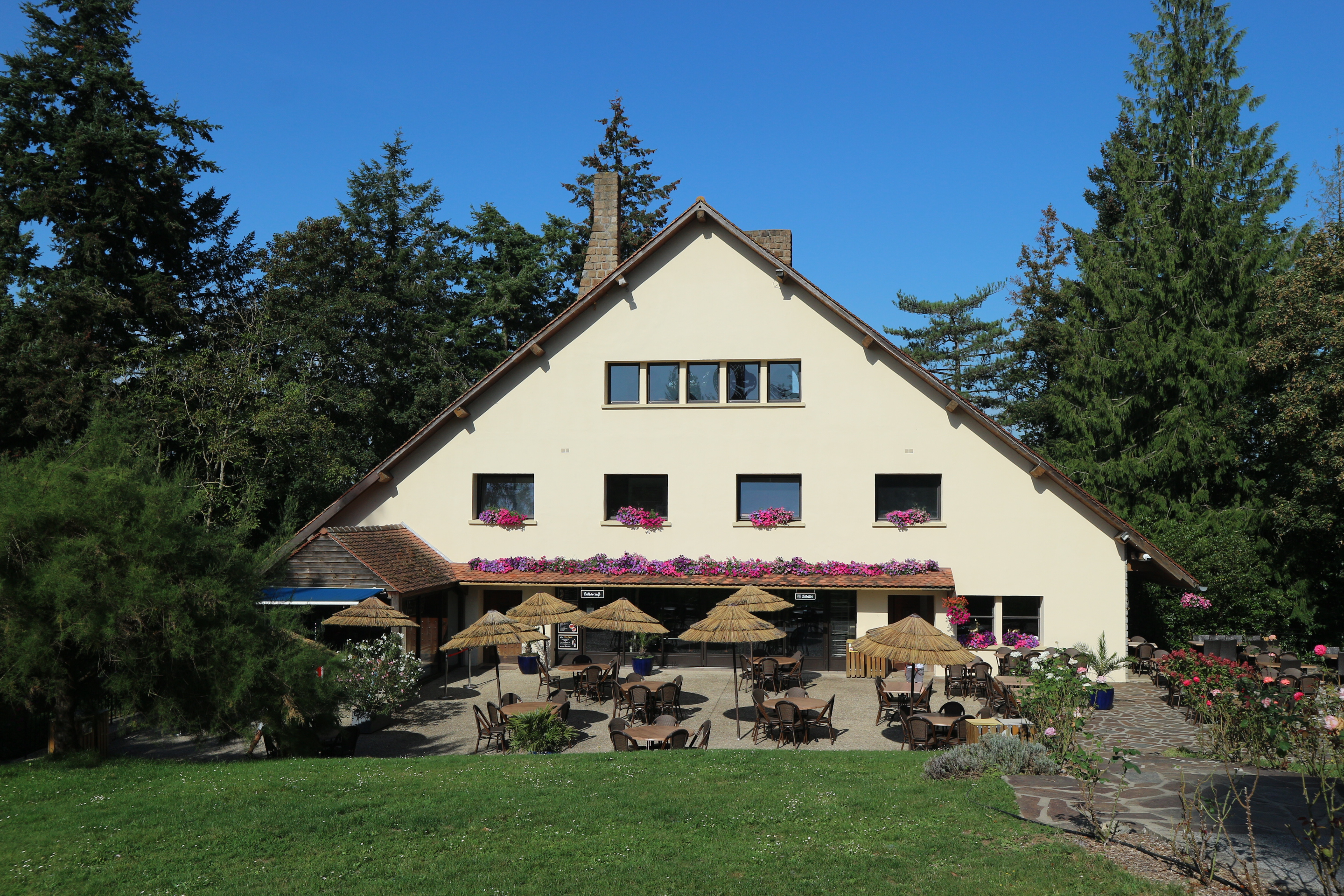
Le chalet, aménagé en restaurant, a été acheté par Gouvenou avec le terrain en 1989.

En 1989, Pierre Gouvenou, un entrepreneur en maçonnerie, achète un domaine arboré de 10 hectares au lieu-dit « l'Ange Michel », situé sur les collines de Saint-Martin-de-Landelles, en bordure de la Sélune et du lac formé par le barrage de Vezins,. Le terrain, qui n'est pas destiné dans un premier temps à recevoir du public, comporte alors un grand chalet suisse construit après la Seconde Guerre mondiale, ainsi qu'une petite chapelle que Gouvenou entreprend de restaurer,. Deux ans sont nécessaires pour nettoyer le site en friche. Gouvenou y expose d'abord ses véhicules et tracteurs anciens, puis décide rapidement, avec son épouse, d'occuper une partie de l'espace par quelques attractions familiales. Il y construit lui-même les premiers manèges, notamment un parcours de santé, un minigolf, des balançoires, des manèges tournants, des toboggans et un bassin destiné à des bateaux tamponneurs. Un petit train touristique est construit par une entreprise locale et trois poneys sont achetés pour proposer des balades. Le chalet, quant à lui, est aménagé en bar – crêperie, avec un bowling, des billards et un babyfoot.

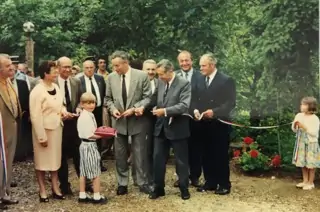
Inauguration du parc en juillet 1991.

L'Ange Michel ouvre au public le 14 juillet 1991, il occupe alors environ 7 hectares du terrain. Au cours des premières années, un musée agricole et artisanal permet aux visiteurs de découvrir les métiers et matériels anciens, qui passionnent Gouvenou,. Par la suite, une nouvelle attraction est construite chaque année. En 1996, le parc, devenu paysager et floral, occupe les 10 hectares et comporte notamment un circuit de motos électriques et le Dragon des kamikazes (toboggans). L'année 1996 marque également l'inauguration d'une piste de luge d'été de 220 mètres traversant les arbres.

### Passation et développement

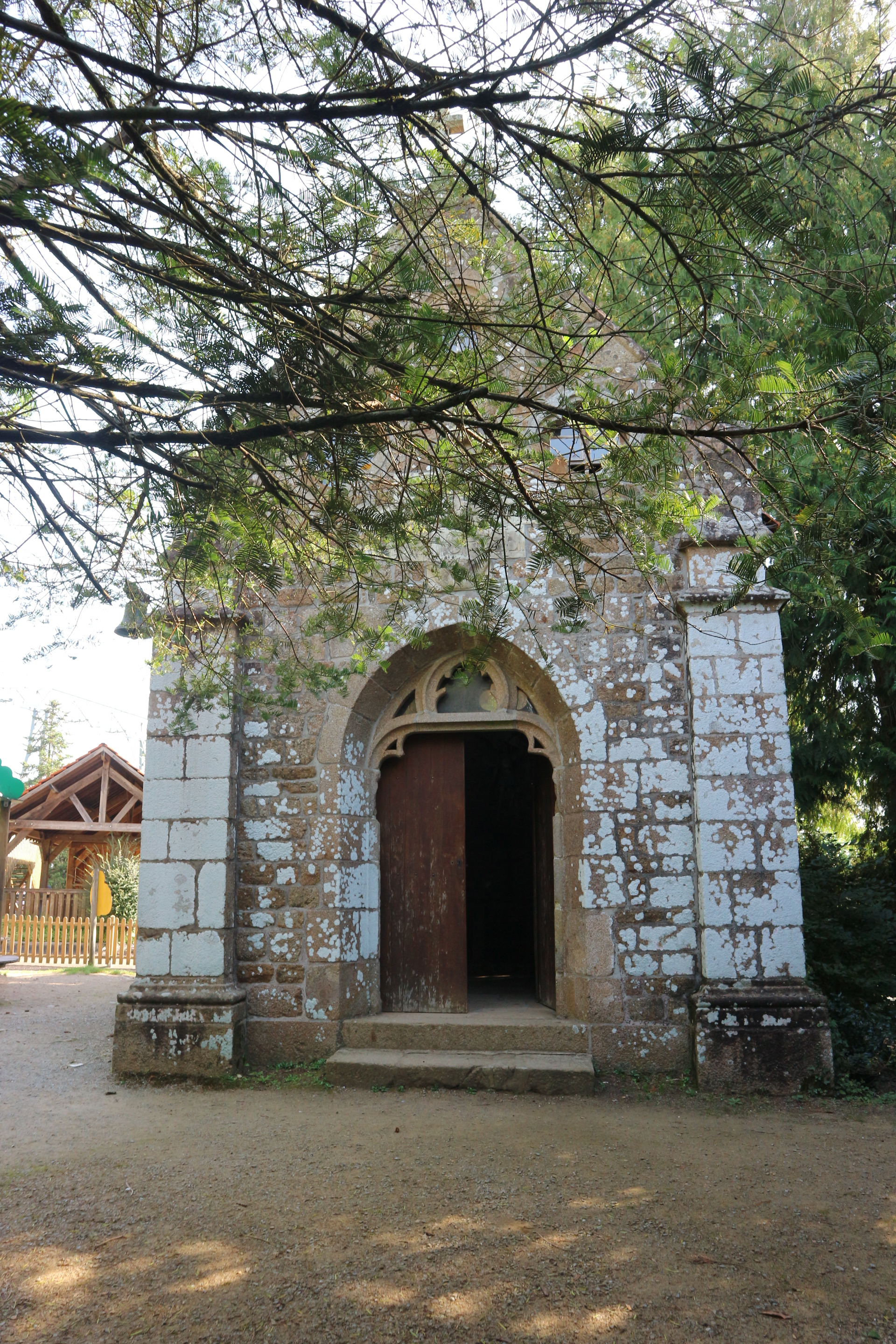
La petite chapelle, restaurée par Gouvenou, est accessible aux visiteurs du parc.

En 1998, Christine Gougeon, la fille aînée de Pierre Gouvenou, est la gérante du parc — elle en devient la propriétaire en janvier 2006 —, et inaugure la même année le Pentagliss, un toboggan géant avec quatre pistes parallèles. Le parc comprend alors, en plus des attractions déjà existantes, des quads, un carrousel, une piscine à boules et un musée des automobiles anciennes. Les visiteurs ont accès à la petite chapelle restaurée, qui était autrefois une étape sur l'itinéraire des pèlerins du Mont-Saint-Michel. 

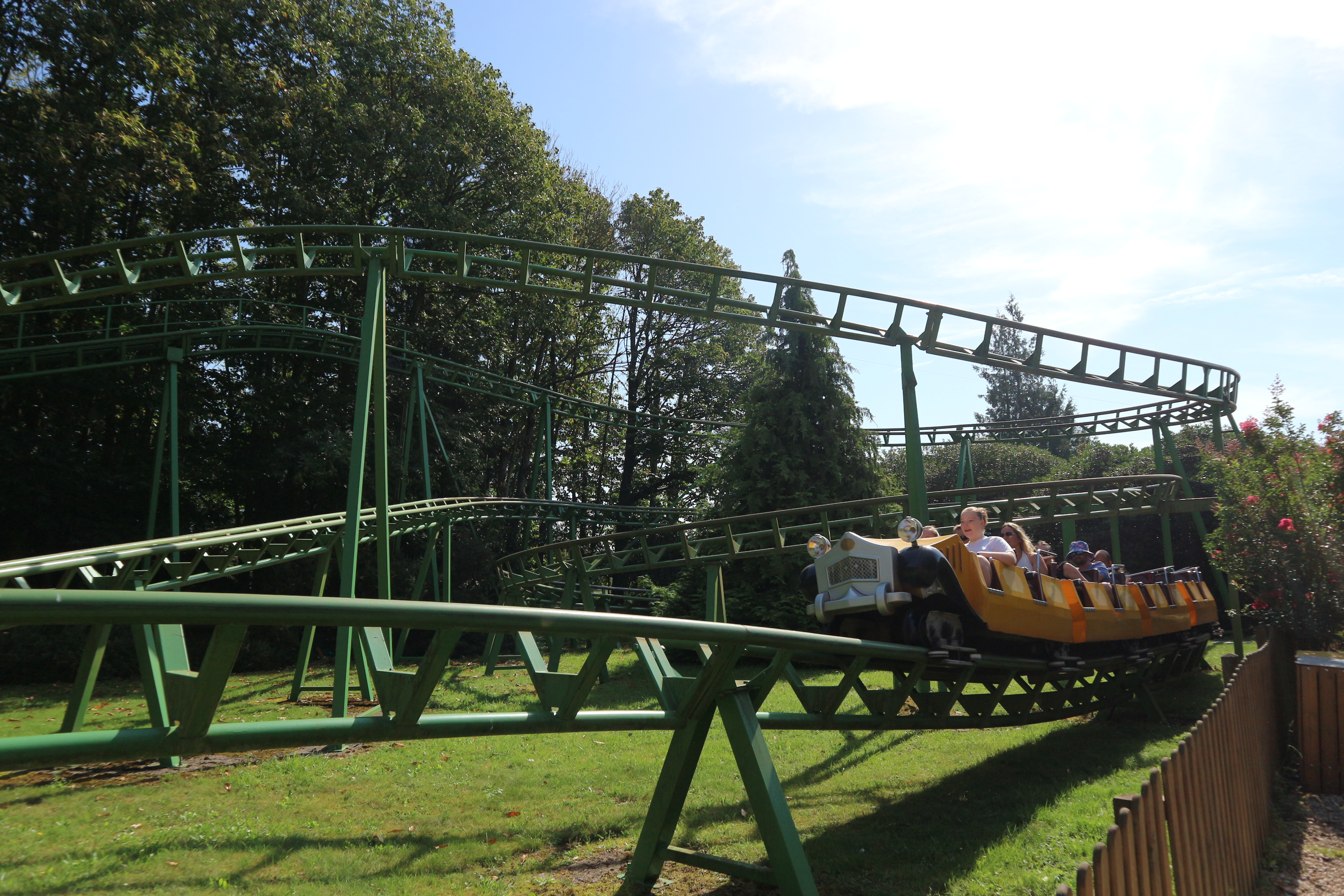
L'attraction Tacot en folie.

En 2007, L'Ange Michel compte une trentaine d'attractions réparties sur 10 hectares. La même année, un investissement de 150 000 € est nécessaire pour l'achat d'un manège de chaises volantes, un nouveau Carrousel (Carrousel 1900) et un parcours acrobatique junior (Accro-junior). En 2008, la famille fait venir du parc Fraispertuis-City une montagne russe familiale du fabriquant Soquet, qui est alors renommée et rethématisée autour de la voiture ancienne : Tacot en folie,. 
Une collision se produit sur un manège en août 2010 et blesse gravement une femme de 42 ans et plus légèrement un enfant de 4 ans,.

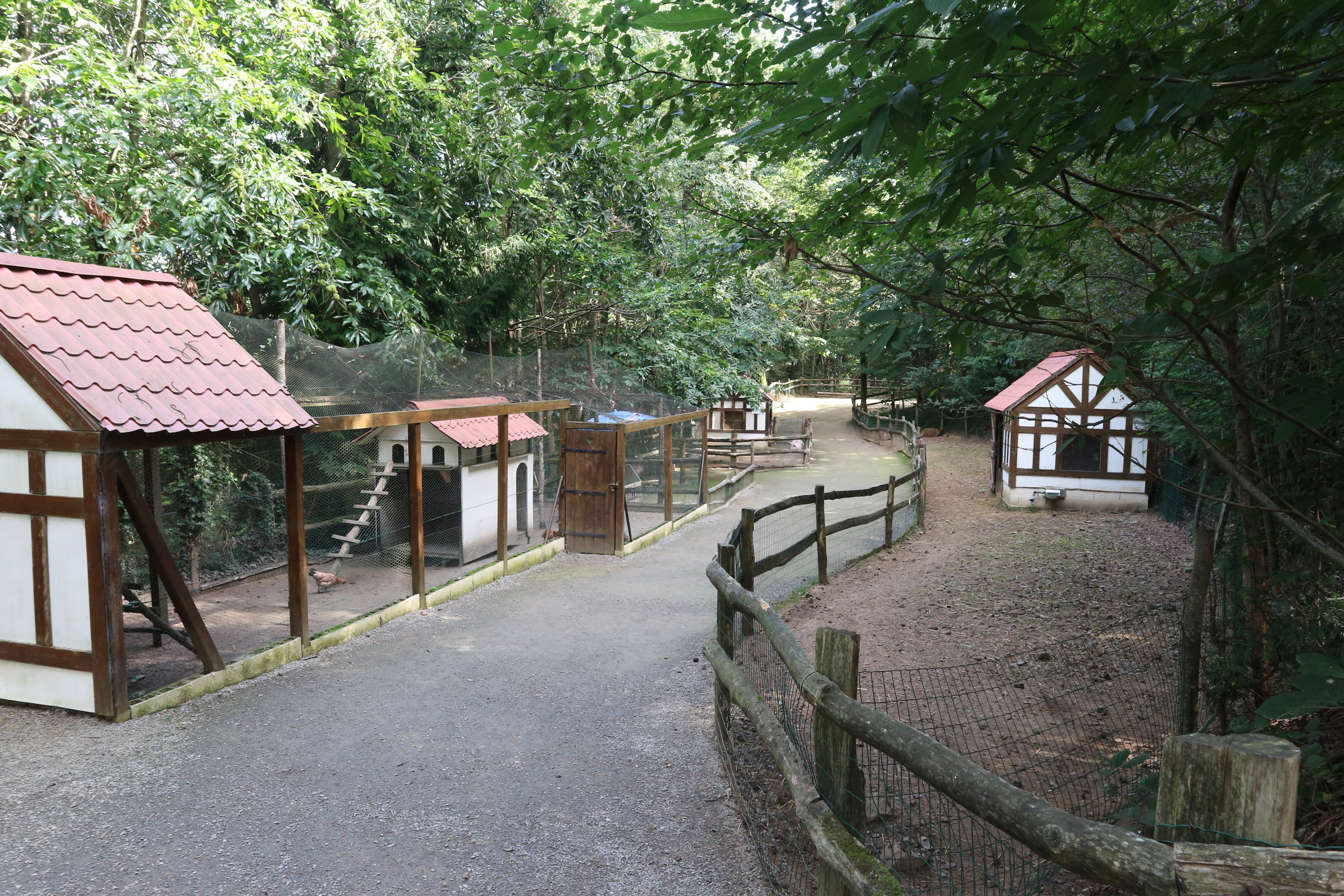
La mini-ferme.

Un espace mini-ferme de 2000 m² (La Ferme d'Angy) est construit en 2011 dans la partie basse du parc, et accueille notamment des vaches, des moutons, des chèvres et des cochons, ainsi qu'une nouvelle attraction, la Ferme foldingue.
Quelques années plus tard, les membres de la famille de Christine Gougeon travaillent également à ses côtés au parc : son mari Patrick et son fils aîné Thomas Gougeon aident à l'installation des attractions et à la maintenance ; sa seconde fille Élodie Leroux est chargée de la communication, des clientèles groupe et CSE, de la boutique et de la restauration ; et sa plus jeune fille, Maryse Gougeon, travaille pendant la saison à l’accueil, à la restauration et au recrutement du personnel,,.
En 2013, le parc accueille une nouvelle attraction, le Tornado, en provenance d'Italie. Cette Wild Mouse est installée à la place des chaises volantes et du circuit de petites voitures, qui sont déplacés ailleurs dans le parc afin de libérer une surface nécessaire de 60 m²,. Un Jump Around de Zamperla, renommé Les Grenouilles se marrent, est installé en 2015. La nouvelle attraction familiale de 2018 est le Tourbillon, du fabriquant Gosetto : ce sont des véhicules tournoyant sur un rail formant un huit,.
Pour la saison 2019, la famille fait construire l'attraction Sidecars volants qui, l'année précédente, a été élue « meilleur nouveau manège européen ». En 2020, le parc comprend quarante attractions et ouvre ses portes sous protocole sanitaire pendant la pandémie de Covid-19. La nouvelle attraction proposée cette année-là est Escadrille, composée d'avions dans lesquels les visiteurs peuvent incliner les ailes à leur guise pour faire des vrilles et choisir leur inclinaison. Cette attraction a reçu en 2018 le Park World Excellence Award du « meilleur manège à sensations fortes »,. En 2020, le parc comprend aussi parmi ses attractions le Rodéo indomptable (une structure gonflable), la Flash Tower de 40 mètres de hauteur et la Déferlante.

### Changement d'environnement et thématisation
Entre 2017 et 2020, alors que le parc s'apprête à fêter ses trente ans d'existence, le barrage de Vezins est progressivement détruit et le lac artificiel vidangé, pour des raisons notamment écologiques, malgré la mobilisation d'une partie des habitants du Sud-Manche contre ce projet. Le parc, de son côté, perd son « cadre enchanteur », notamment sa vue sur le lac qui avait motivé à l'origine l'achat du terrain par Pierre Gouvenou, et la famille doit renoncer à certains projets d'agrandissements. Le changement d'environnement du parc ne semble cependant pas avoir d'impact significatif sur sa fréquentation.

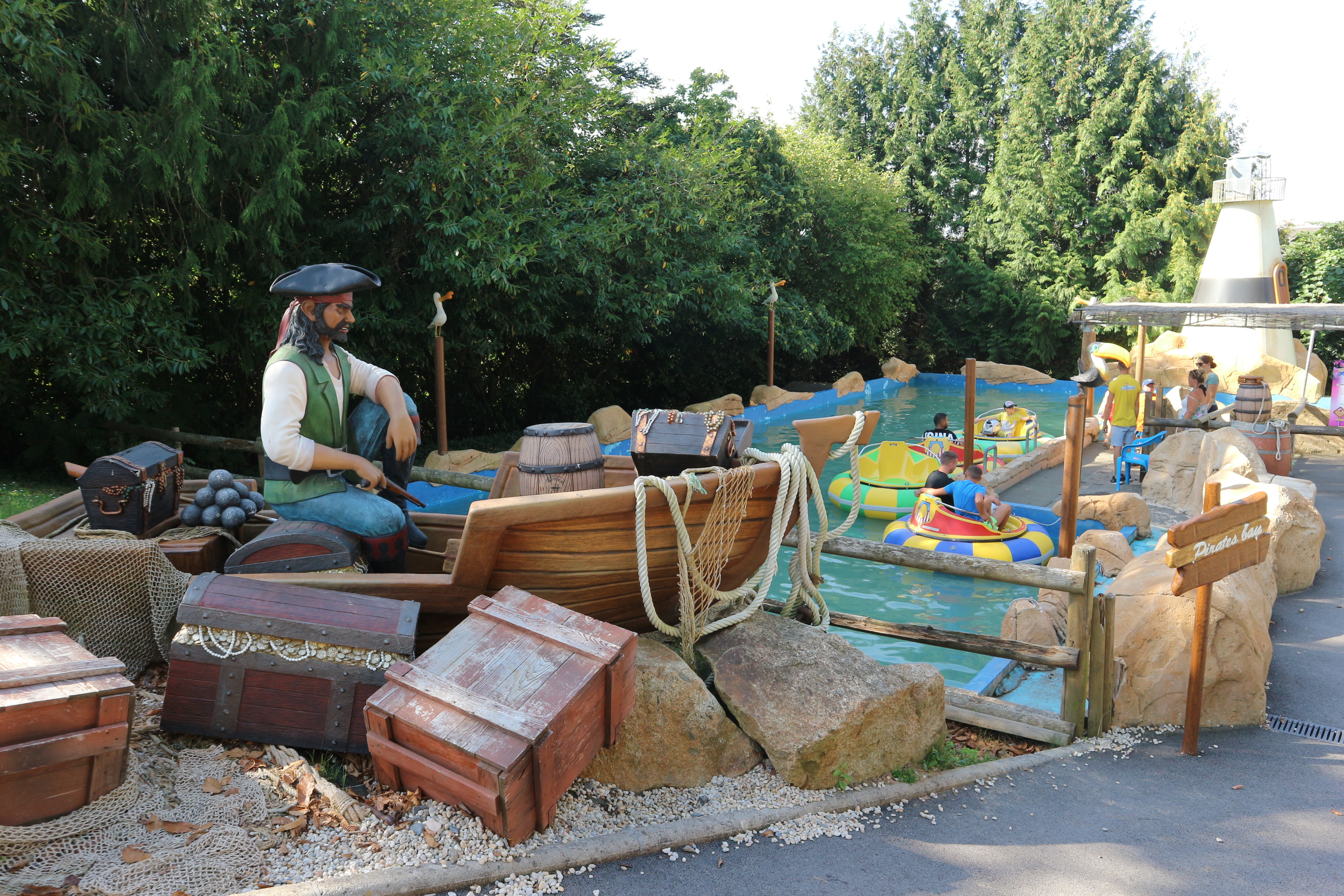
Le décor de la nouvelle zone « Pirates Bay », en 2023, comprenant l'attraction Bateaux tamponneurs (renommée Pirat'attack).

En 2022, Christine Gougeon dit songer, depuis déjà plusieurs années, à thématiser les attractions et les espaces du parc. Le travail commence avec la mise en place d'un espace dédié à la piraterie dans la partie sud du parc, comprenant les attractions existantes Bateaux tamponneurs (renommée Pirat'attack pour l'occasion) et le Manège des nénuphars (tasses), qui sont alors repeintes aux couleurs du thème. L'espace comprend également la nouveauté de la saison 2022, Le Corsaire, une aire de jeux en forme de galion. Le décor est revu et thématisé, avec l'ajout de figurines de pirates, d'un phare, de rochers et d'un perroquet. Une zone thématique « années 1900 » est également envisagée, regroupant notamment le Tacot en folie, le Carrousel 1900 et les Chaises volantes.
Deux nouvelles attractions, repérées par la famille au salon international des parcs d'attractions à Londres, sont installées en 2023 dans la zone de l'Escadrille : la Tour de contrôle — une version miniature de la Flash Tower — et Drifts, un manège composé de voitures capables d'effectuer des dérapages lorsque le visiteur tourne le volant,.

### Projet d'extension
En novembre 2024, Élodie Leroux, à présent directrice, annonce une extension importante pour l'année 2025, avec de nouvelles montagnes russes qui représenteront le plus gros investissement de l'histoire du parc (4,6 millions d’euros), ainsi qu'une nouvelle zone thématique sur une parcelle acquise en 2023,. D'après les indications, il s'agirait de montagnes russes Euro-Fighter, du constructeur allemand Gerstlauer, caractérisées par des montées et chutes verticales : un choix populaire parmi les parcs qui souhaitent proposer des sensations fortes dans un espace réduit. Les travaux sont cependant stoppés au printemps 2025 en raison de problèmes d’urbanisme, et l'inauguration de la nouvelle montagne russe, Zéphyr, est reportée à la saison 2026,,.

## Accès et situation géographique
Le parc est situé à flanc de colline sur la rive Sud de la Sélune, entre Avranches et Saint-Hilaire-du-Harcouët, et à hauteur du lieu-dit L'Ange Michel. Son accès se fait par les sorties  32 (Saint-James) ou  33 (Ducey) de l'A84, puis par la D85 — soit par le Nord en provenance d'Isigny-le-Buat et en passant sur le pont de l'Yvrande, soit par le Sud en provenance de Saint-Martin-de-Landelles. Le visiteur emprunte ensuite le chemin de La Haute Froidière.
Entre 1932 et les années 2010, le lieu-dit L'Ange Michel se situe en bordure d'un lac artificiel retenu par le barrage de Vezins, conçu par l'ingénieur Albert Caquot,. Il comporte, à la demande de la Société des Forces Motrices de la Sélune, une usine hydroélectrique, destinée notamment à alimenter en électricité les activités industrielles de la ville de Fougères,. La formation de cette retenue d'eau s'accompagne de la création d'une base de loisirs située sur la rive Nord du fleuve, et c'est en partie grâce à la proximité de ce lac que le fondateur Pierre Gouvenou se positionne en 1989 pour l'achat du terrain sur lequel il fait construire le parc. Le barrage contribue pendant près d'un siècle à développer la vie économique et touristique de la région.
L'État décide en 2009 de détruire les barrages de la Sélune afin de se mettre en conformité avec la directive européenne vis-à-vis de la qualité de l'eau et de la préservation de l'écosystème,. Le lac est vidangé à partir de 2017 et le barrage de Vezins est détruit entre juin 2019 et décembre 2020. Dès lors, la vallée de la Sélune retrouve peu à peu son aspect des années 1920, et à partir de 2023, elle est progressivement renaturisée. En revanche, la base de loisirs (dont 90 % de l’activité est basée sur l’eau), le parc Ange Michel ainsi qu'un village de gîtes communaux situé à Saint-Laurent-de-Terregatte se retrouvent tous les trois impactés par cette décision. Le parc perd pour sa part la vue sur le lac dont il bénéficiait depuis près de 30 ans.

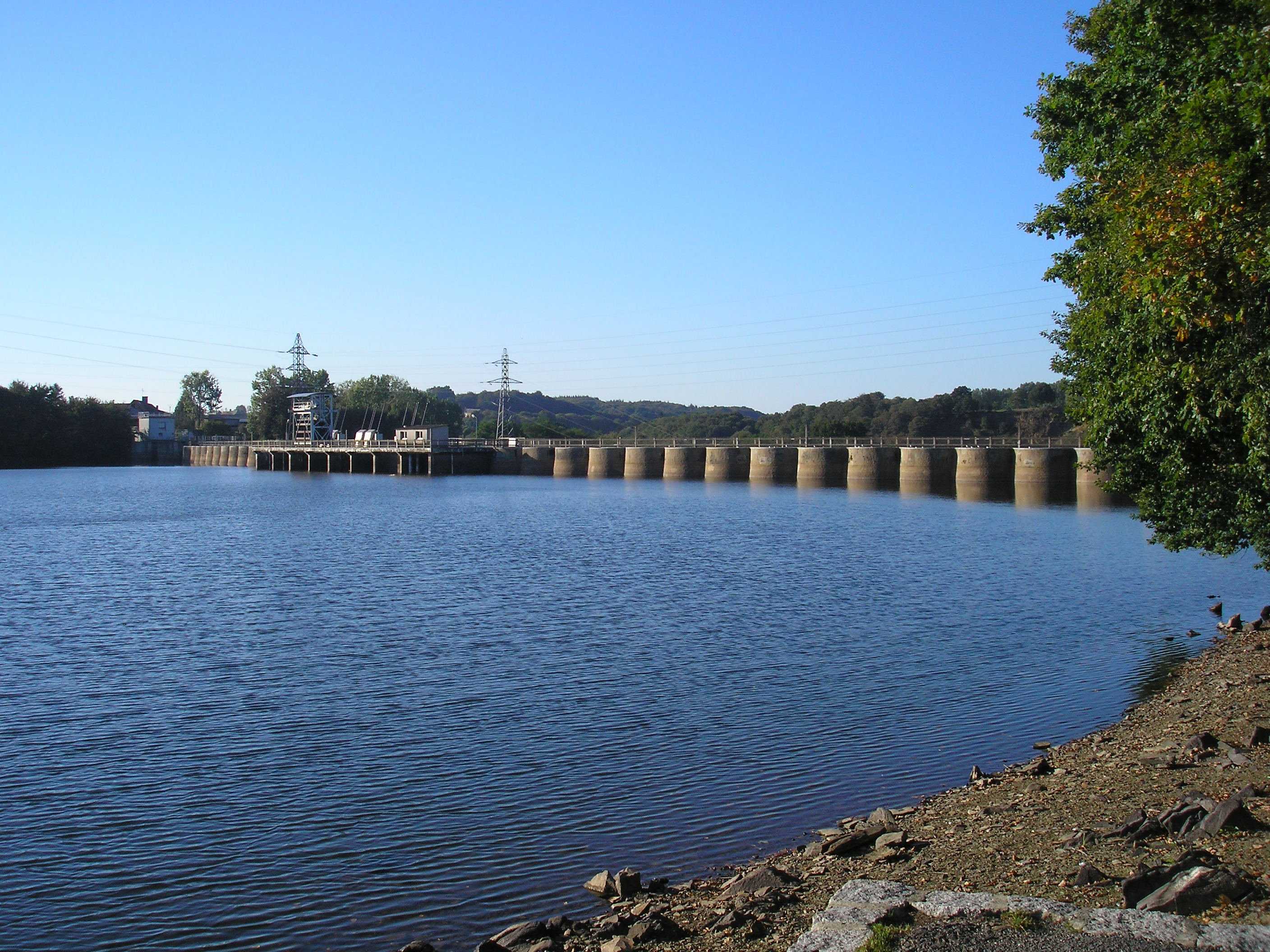
Le barrage de Vezins en 2009.
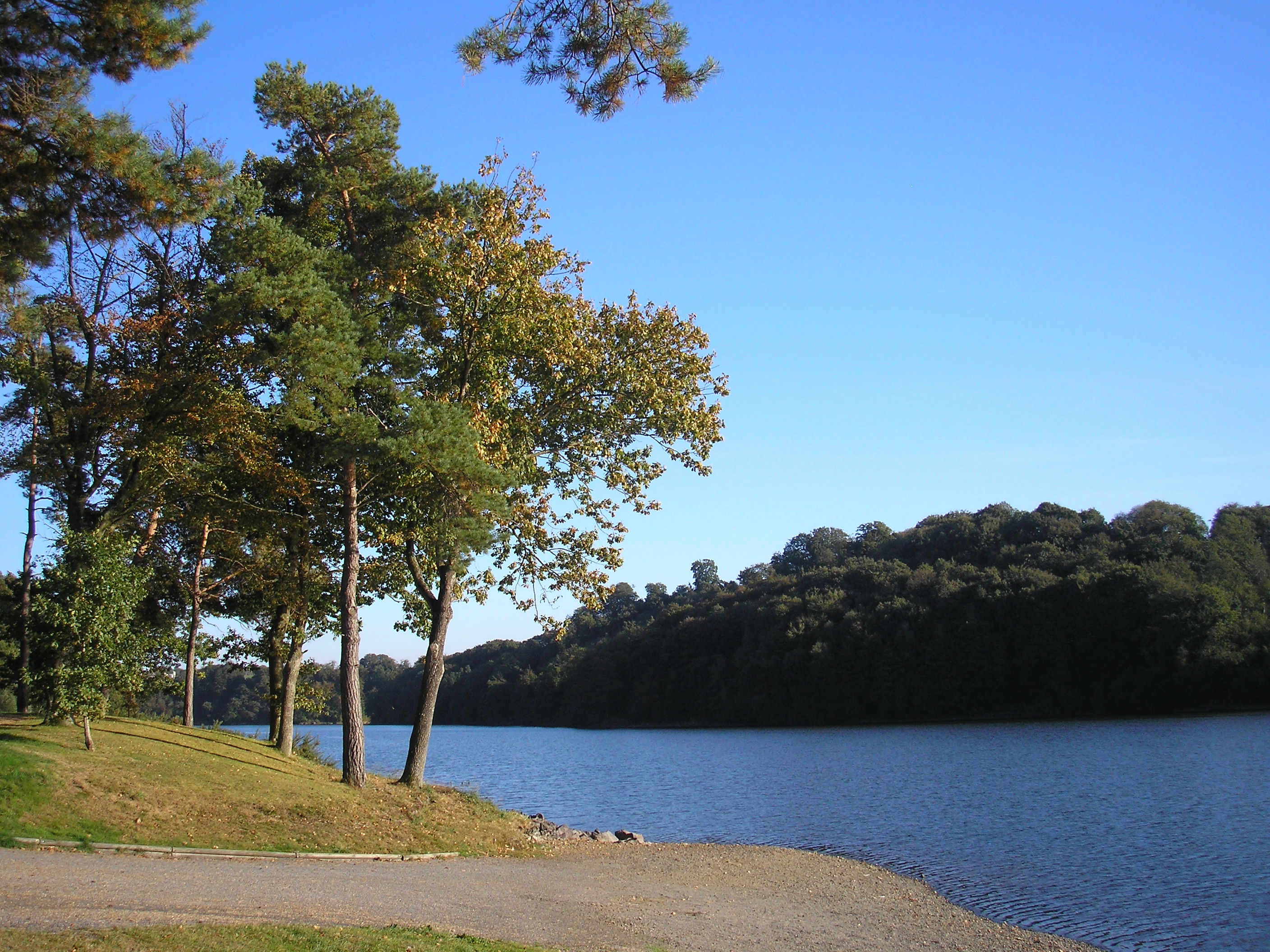
La retenue d'eau formée par le barrage de Vezins en 2009.
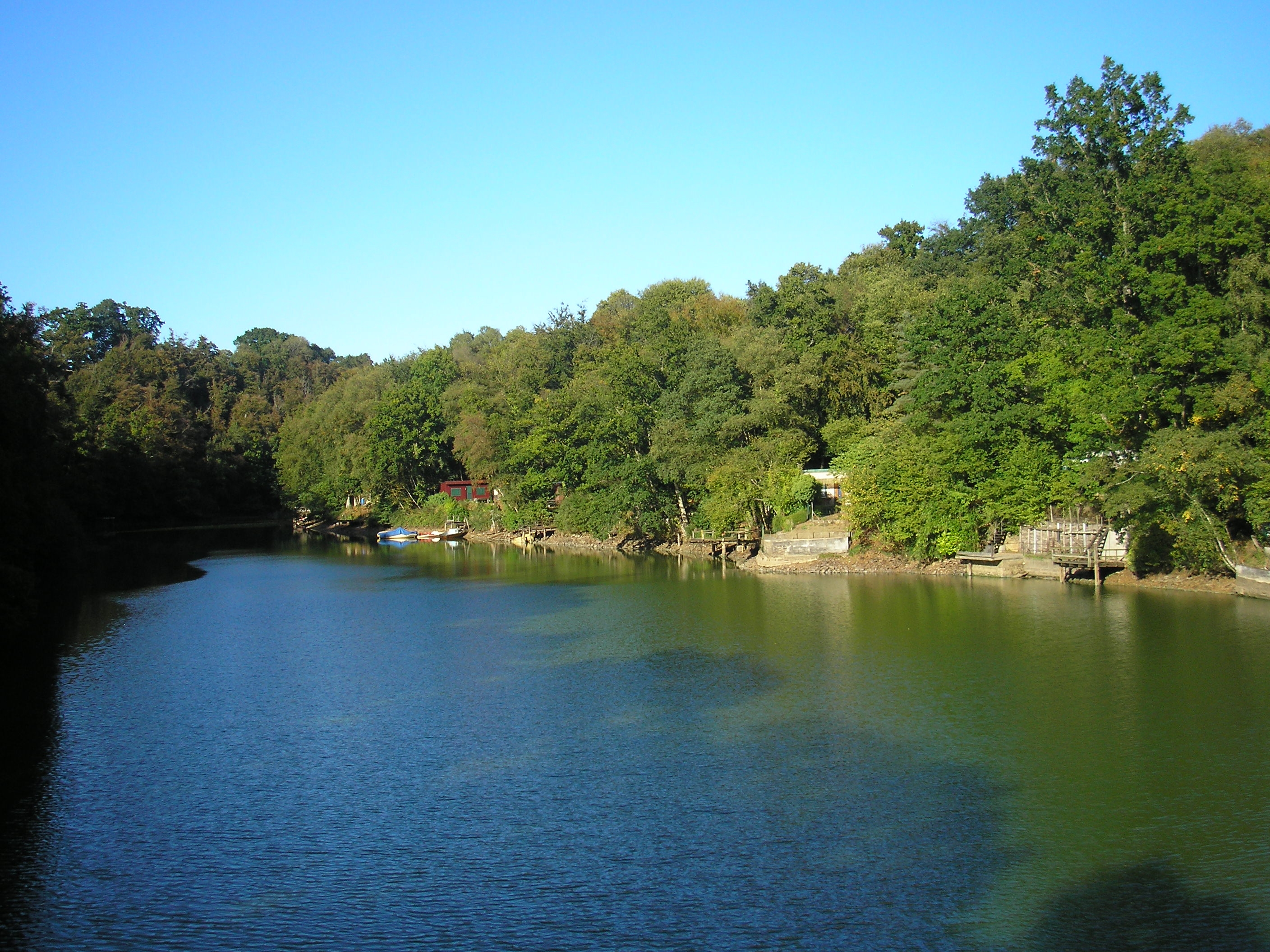
Le lac de Vezins depuis le pont de l'Yvrande en 2009.
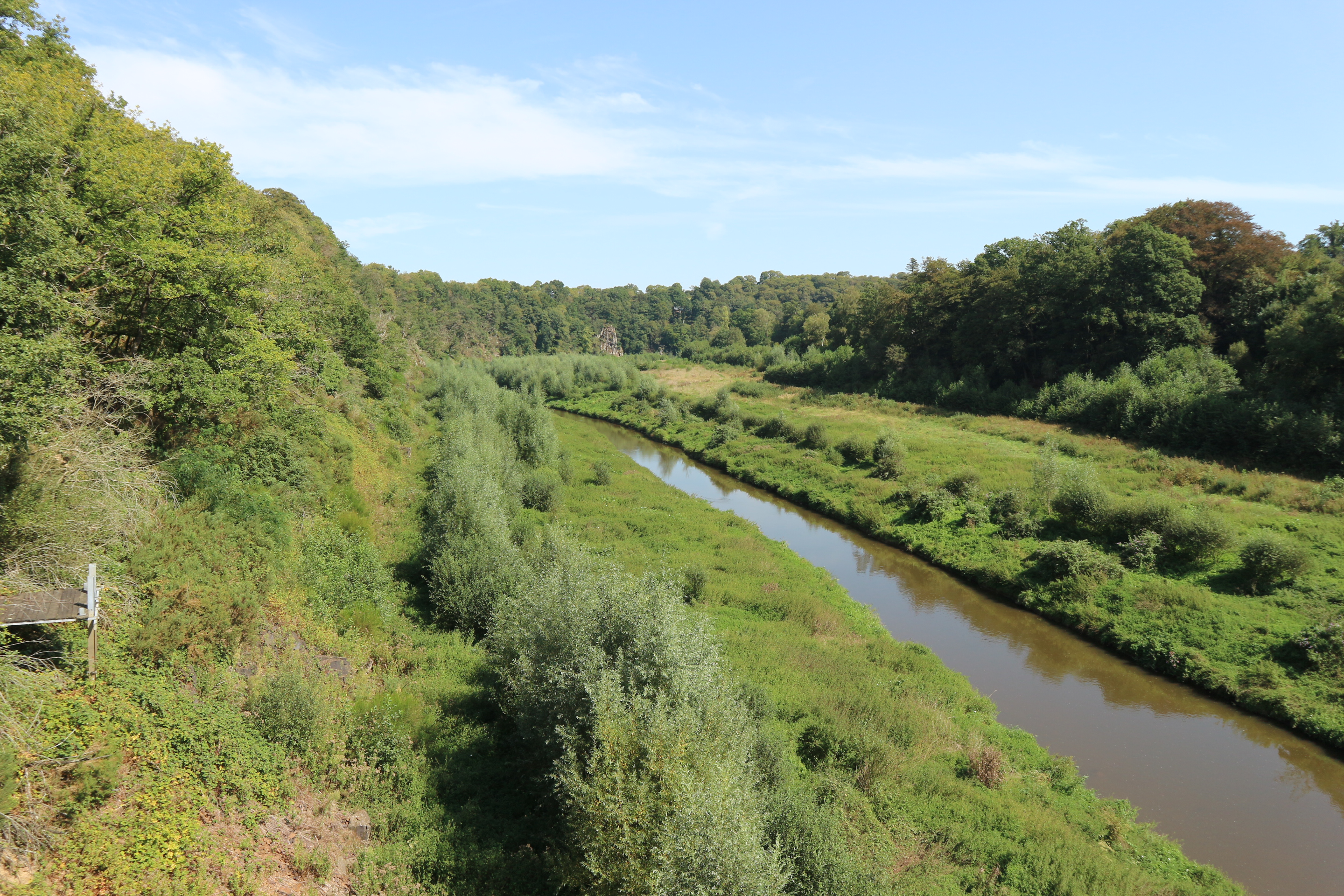
La Sélune depuis le pont de l'Yvrande en 2023, après destruction du barrage.

## Décors et ambiance

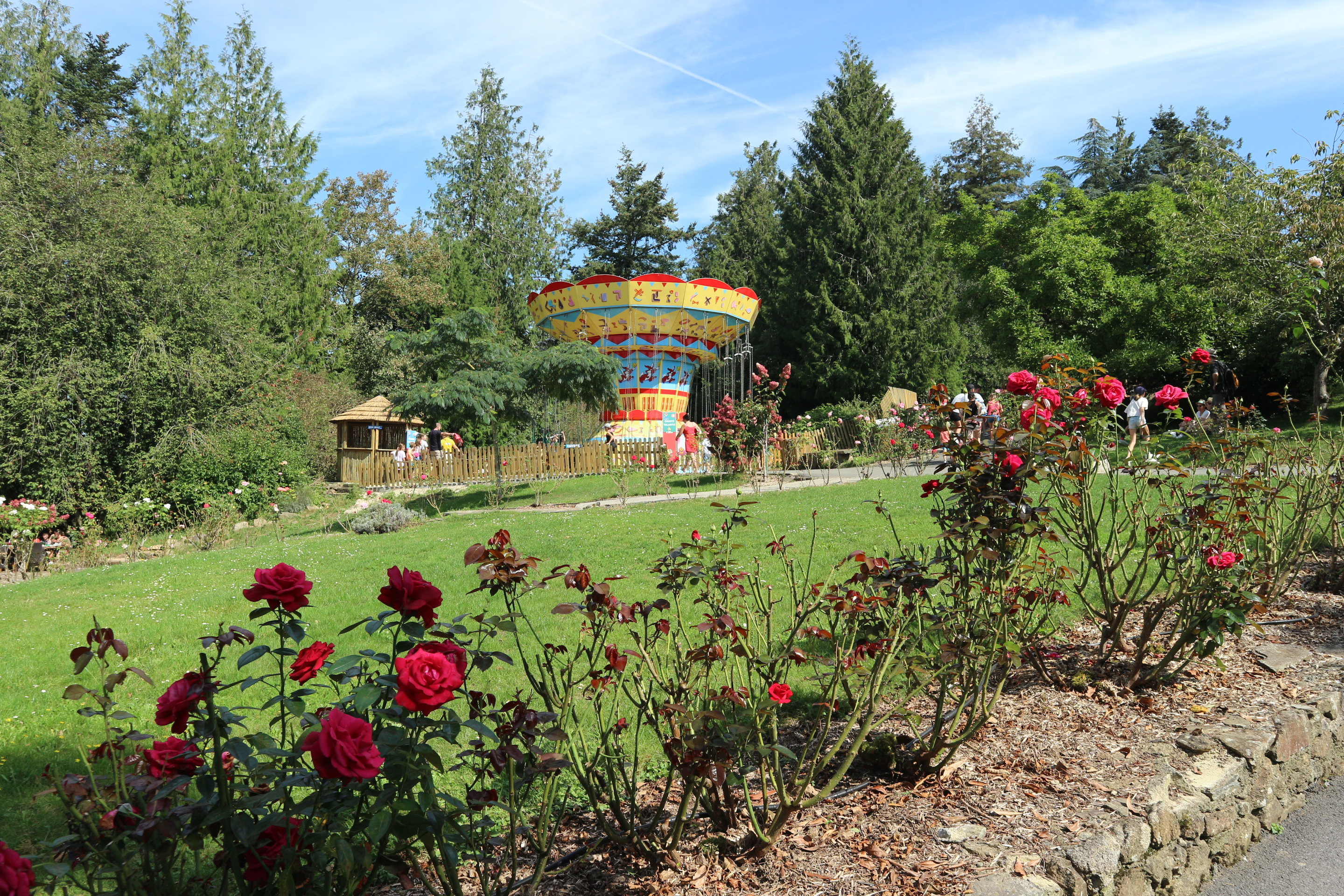
La roseraie.

Le parc est situé sur un terrain vallonné et arboré, et comporte donc de nombreux espaces ombragés et des allées en pentes, parfois sinueuses, qui épousent la forme du terrain. Plusieurs espèces florales sont présentes, notamment des roses — une roseraie a été plantée près du chalet-restaurant —, des rhododendrons et des plantes plus exotiques telles que des phormiums et des trachycarpus.
La famille déplace et rafraichit régulièrement certaines attractions au sein du parc, pour modifier l'ambiance de certains espaces. Elle réaménage également progressivement ces différentes zones avec des thématiques différentes : la piraterie, les années 1900, le floral (ou merveilleux), etc.. 
Le travail de thématisation commence véritablement en 2022 avec la mise en place d'un espace dédié à la piraterie dans la partie sud du parc. Cette zone regroupe les attractions Bateaux tamponneurs (renommée Pirat'attack) et le Manège des nénuphars, qui sont alors repeintes aux couleurs du thème. La nouveauté 2022, Le Corsaire, une aire de jeux en forme de galion, est également intégrée à la zone. Le décor est revu et thématisé, avec l'ajout de figurines de pirates, d'un phare, de rochers et d'un perroquet.
Une zone « Années 1900 » se dessine progressivement à l'Est du parc. Elle intègre notamment des attractions sur les thèmes des voitures anciennes et de l'aviation. Le Tacot en folie, les Chaises volantes, le Carroussel 1900, et plus récemment l'Escadrille et le Drifts, sont compris dans cet espace. L'entrée de l'attraction Tacot en folie est décorée d'une voiture ancienne, et un petit avion grandeur nature est installé près de l'Escadrille.
Plusieurs attractions sont décorées avec des « fleurs géantes » de plusieurs mètres de haut, des champignons et des papillons. C'est le cas notamment de la Chenille, des Grenouilles, du Tchoutchou et des Dinos. La structure gonflable, nommée Panier de fleurs, située à côté de la Chenille et des Grenouilles, est vraisemblablement comprise dans cette zone. En 2023, ces attractions ne sont pas toutes regroupées au même endroit : certaines sont situées au centre du parc, proche du chalet-restaurant et de la roseraie, alors que d'autres sont situées en bordure Sud, proches de l'entrée.

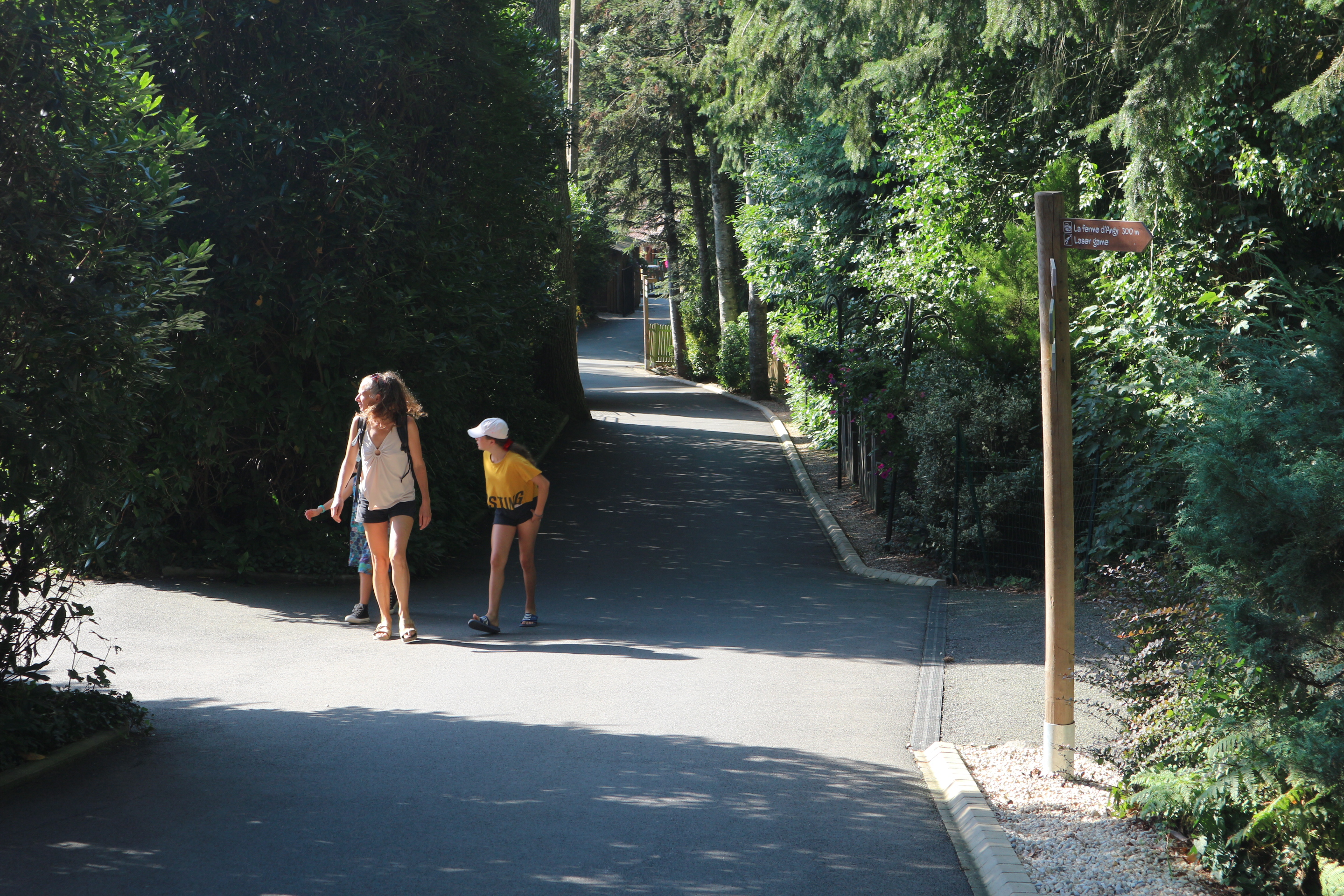
L'allée principale du parc, descendant vers la sortie.
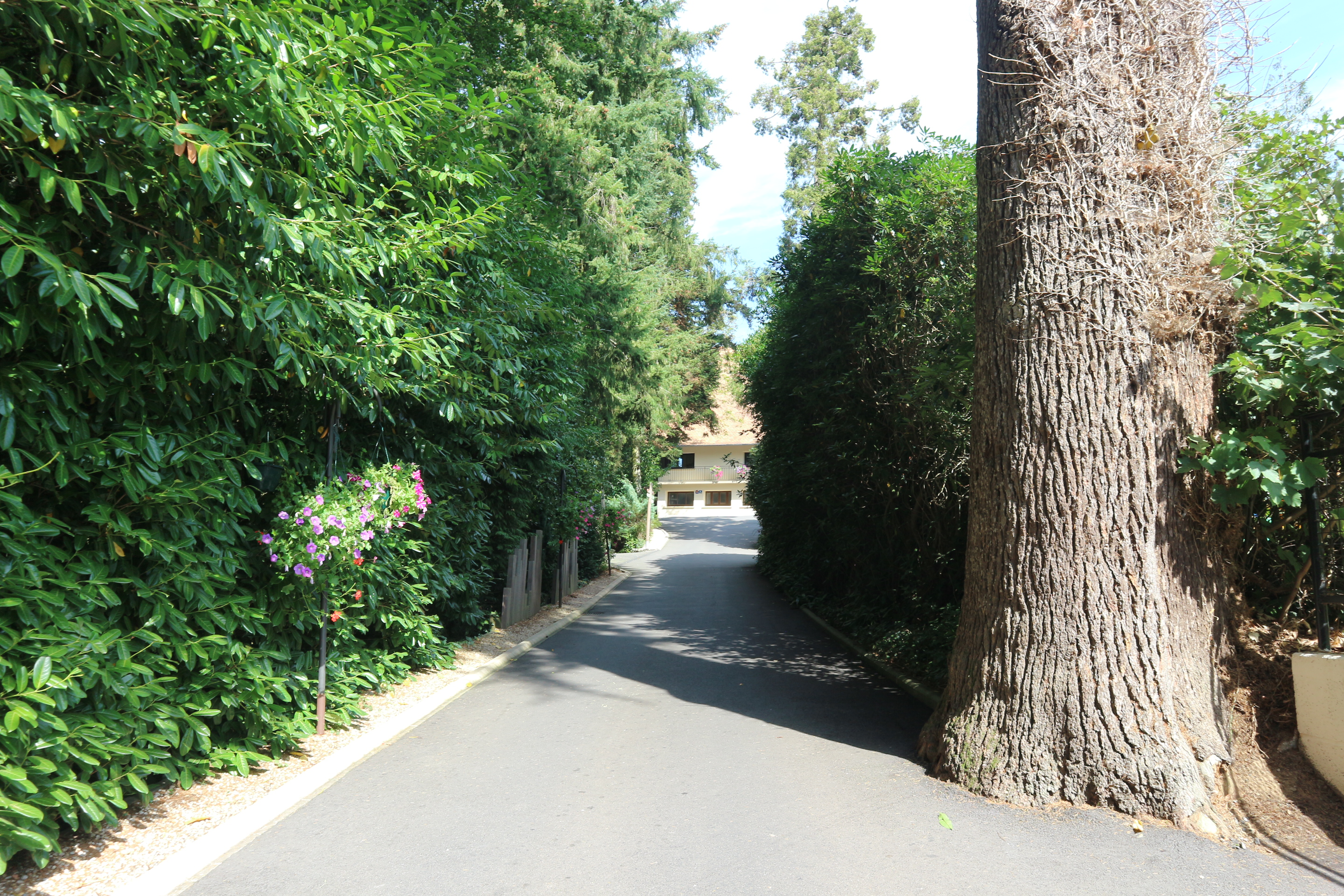
L'allée principale, montant vers le chalet.
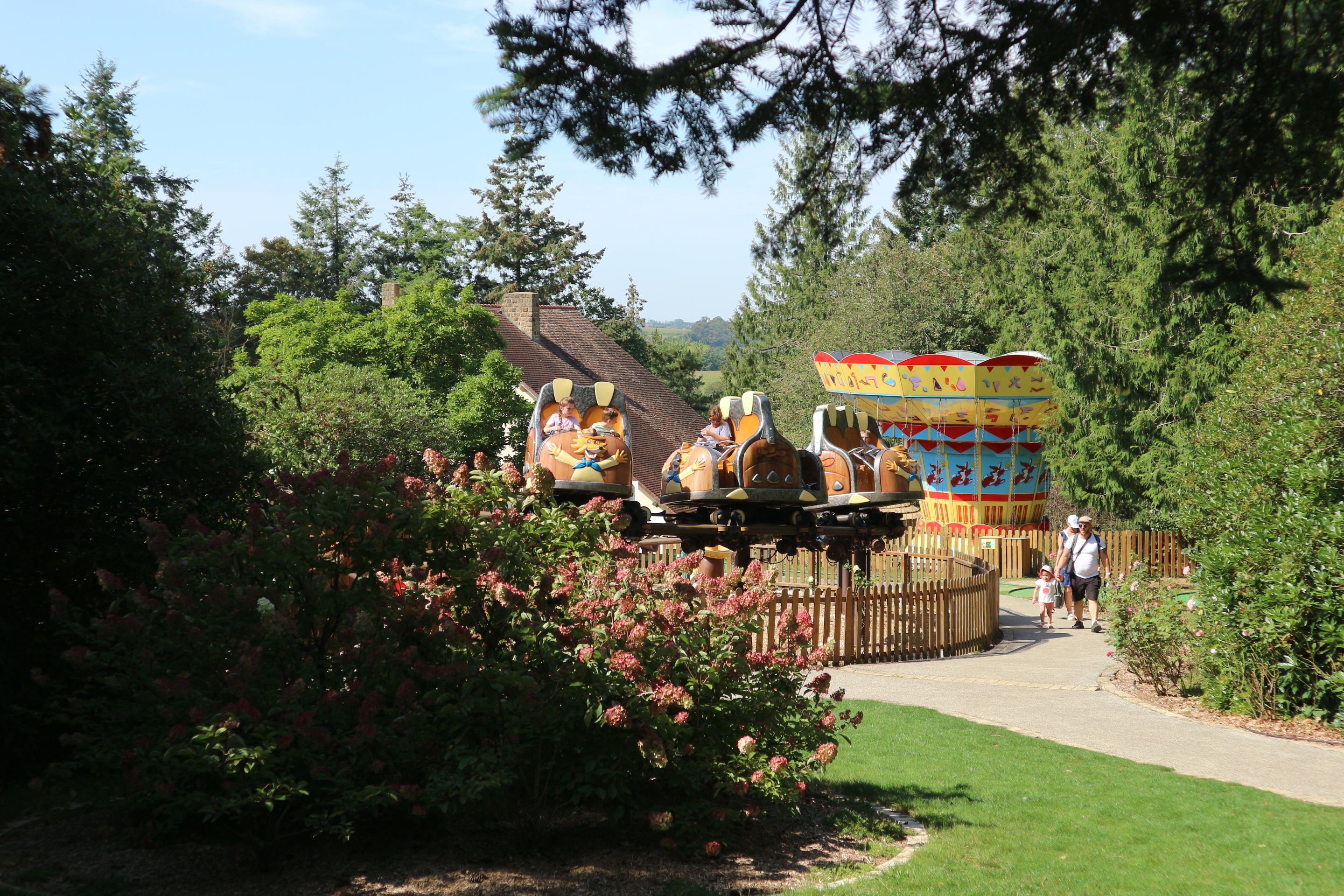
Une allée florale.
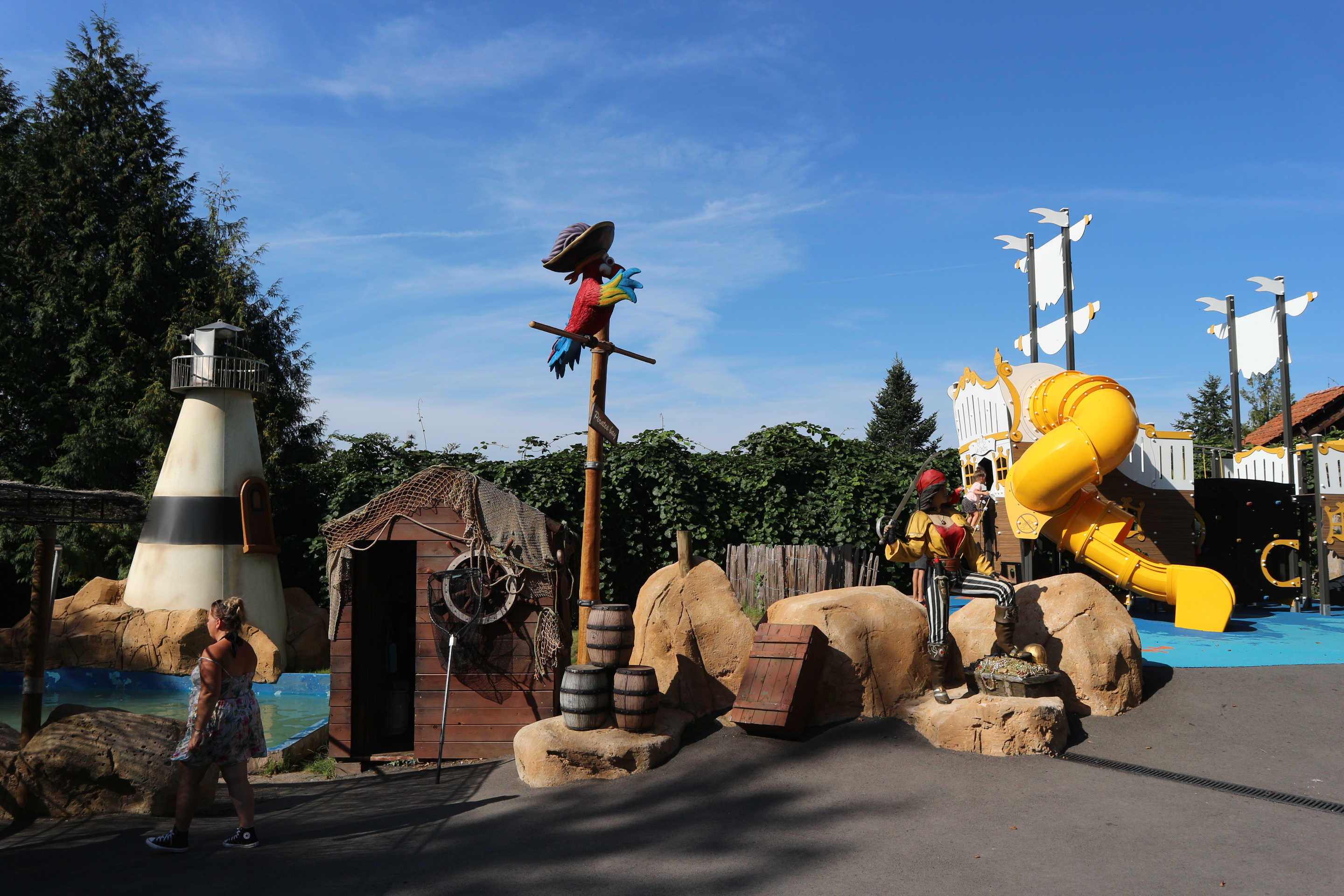
Décors de la nouvelle zone « Pirates Bay ».
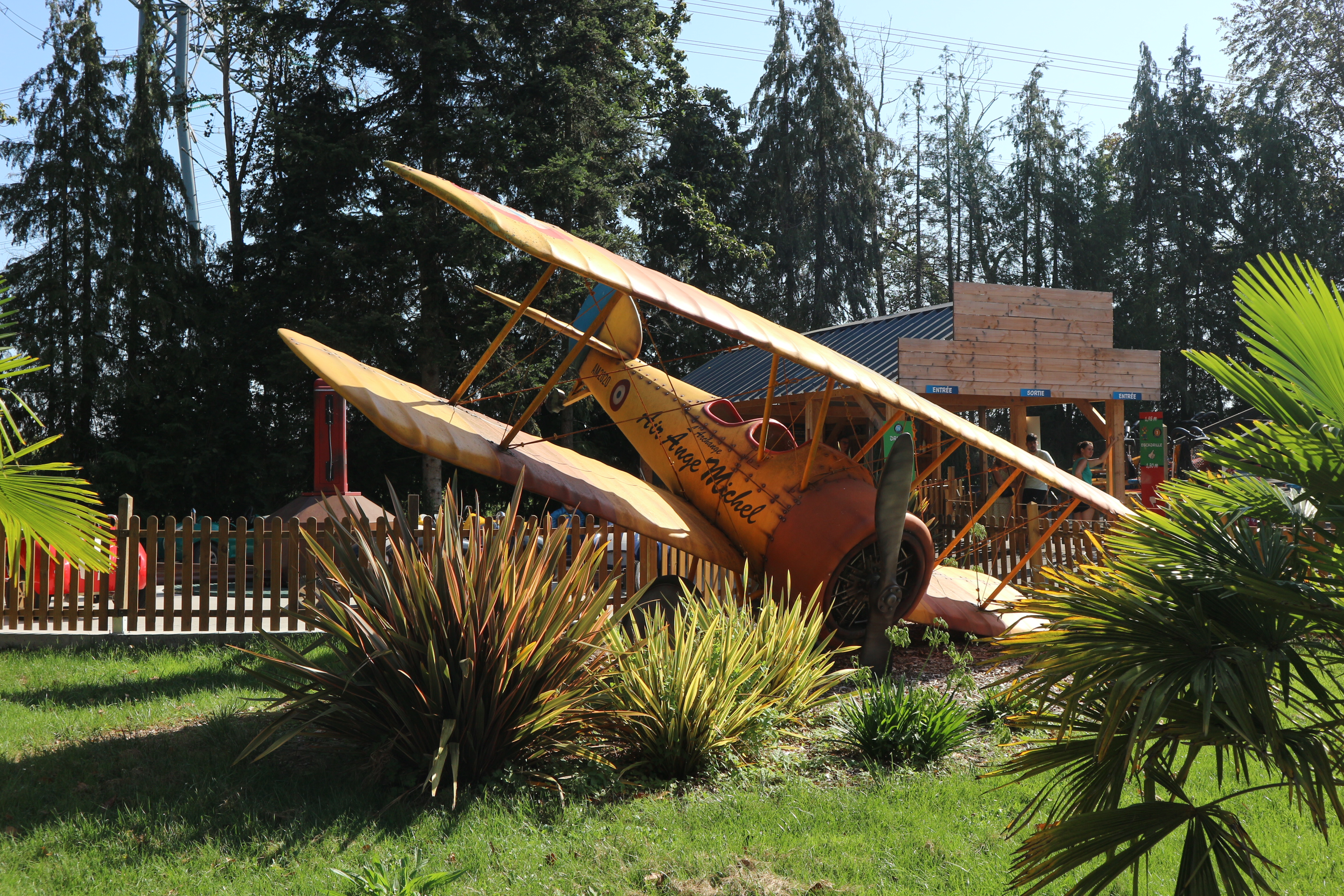
Avion proche de l'attraction Escadrille.
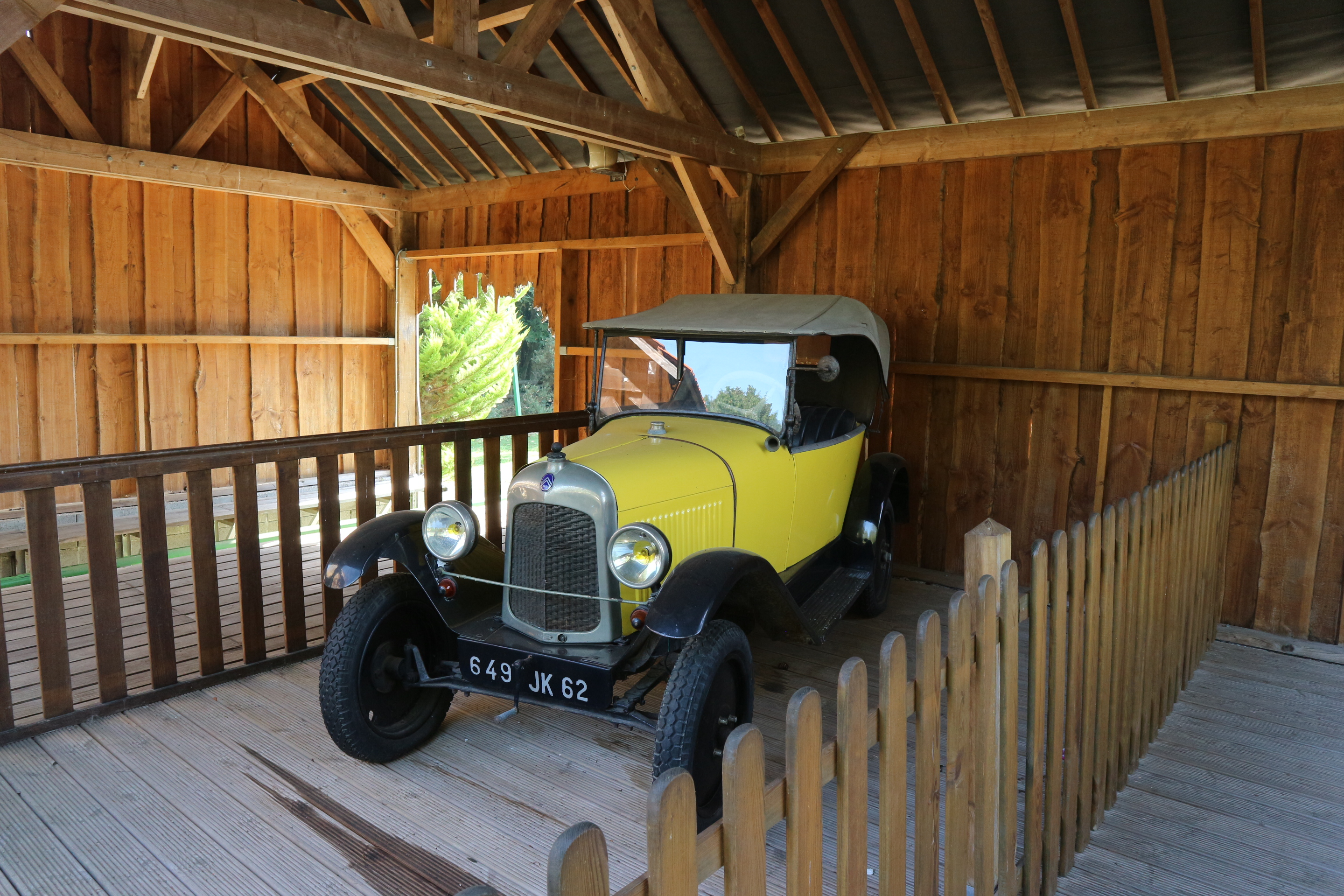
Voiture ancienne proche de l'attraction Tacot en folie.
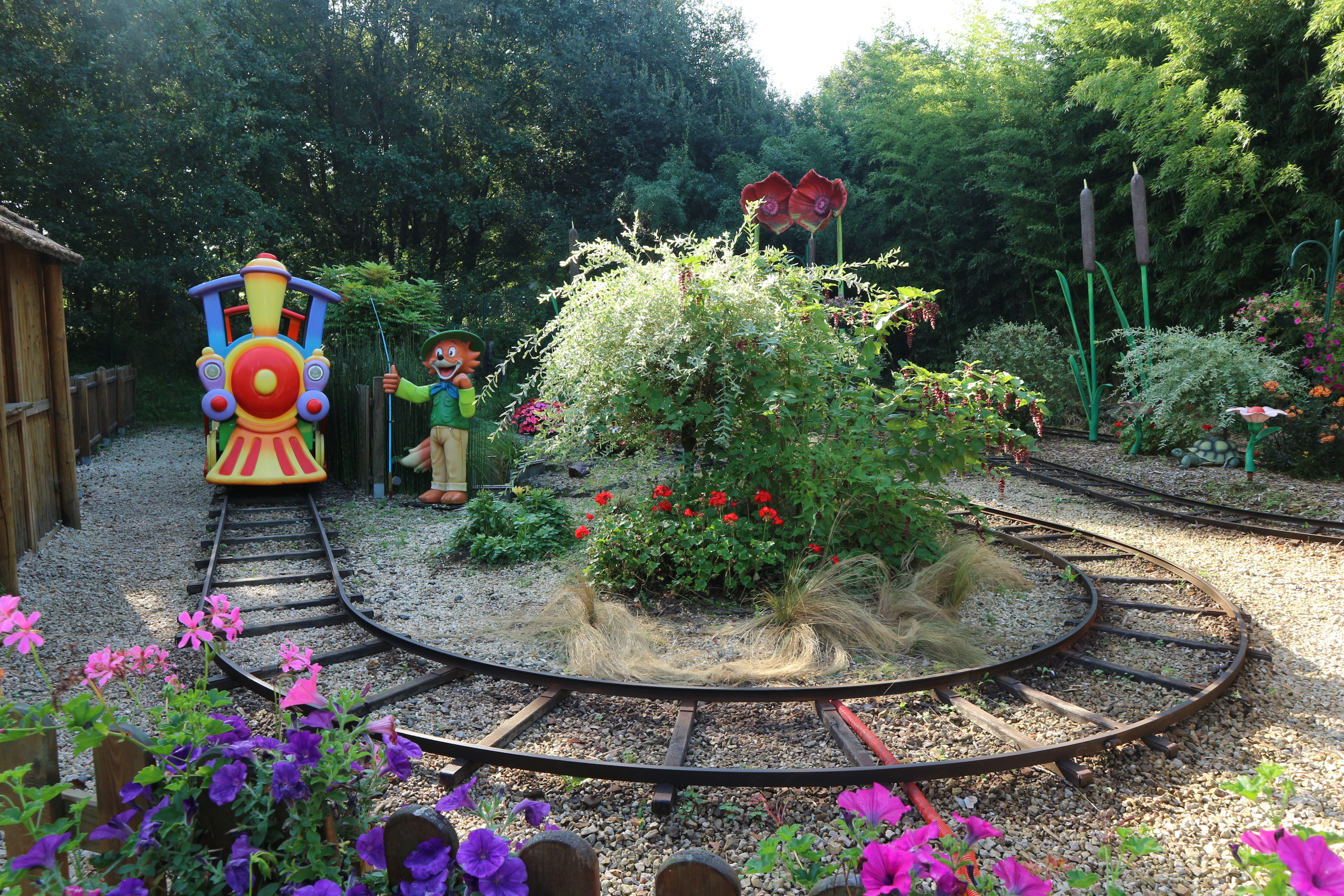
Décor floral du Tchoutchou.
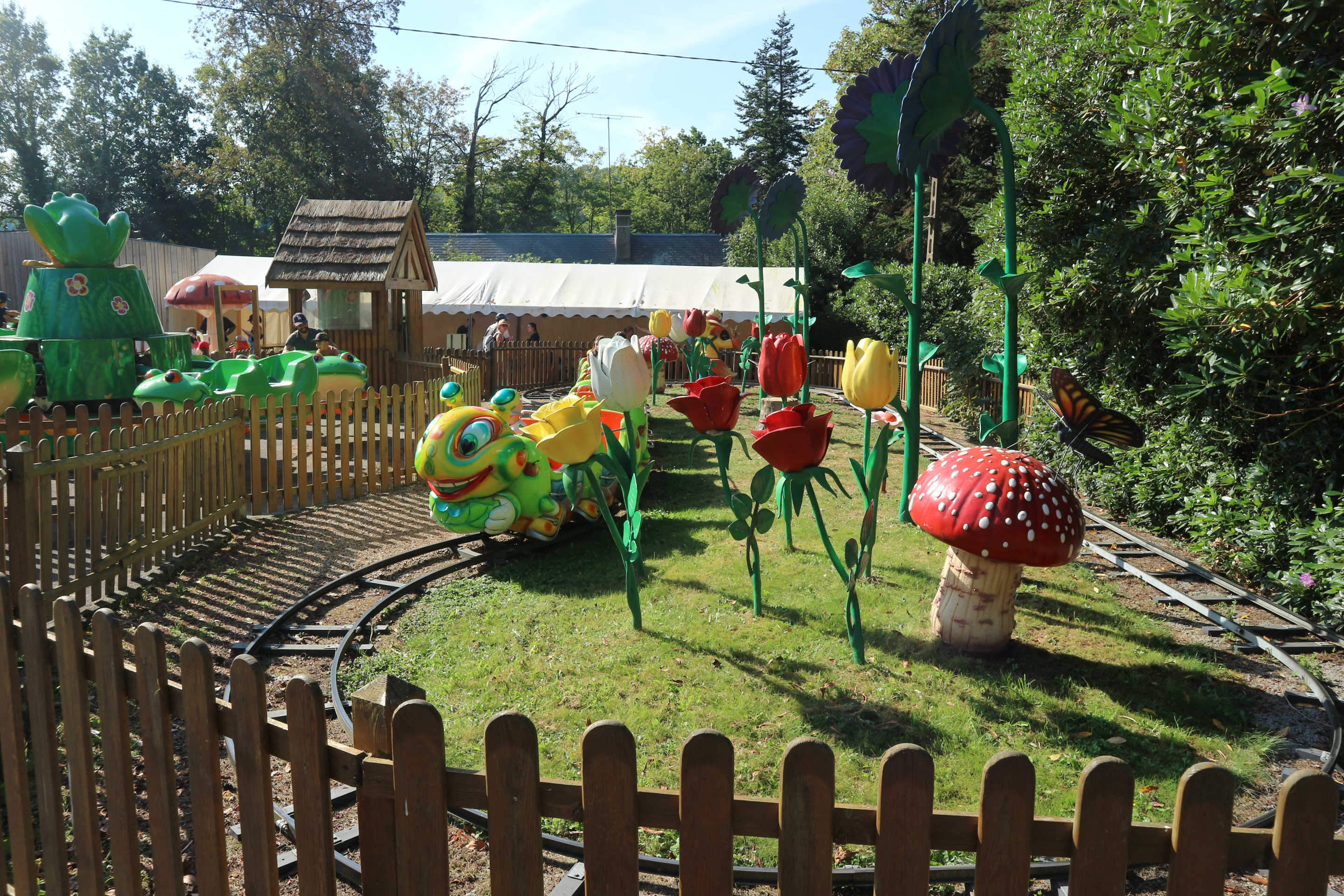
Décor floral de la Chenille.

## Attractions
En 2023, le parc comprend une quarantaine d'attractions, réparties en trois catégories : à sensations, familiales et pour enfants. 
Il contient trois montagnes russes : Tacot en folie, Tornado et Tourbillon, ainsi que trois à quatre attractions aquatiques : L'Aquasplash, le complexe Illojeu et descentes aquatiques, et les Bateaux tamponneurs. Il comporte également plusieurs structures gonflables, comme le Panier de fleurs et le Rodéo indomptable, et des manèges miniatures comme le Teuf Teuf et le Mini-Carrousel.

### Attractions à sensations
| Année | Nom (ancien nom)         | Image | Type d'attraction    | Fabricant      | Sources  |
| ----- | ------------------------ | ----- | -------------------- | -------------- | -------- |
|       | Descentes aquatiques     |       | Attraction aquatique |                |          |
| 2000  | Aquasplash               |       | Toboggan aquatique   | Interlink      | [ 11 ]   |
| 2007  | Chaises volantes         |       | Chaises volantes     | SBF Visa       | ,        |
| 2013  | Tornado                  |       | Wild Mouse           | Zamperla       | ,        |
|       | Déferlante               |       | Disk'O               | Zamperla       | [ 13 ]   |
| 2015  | Laser Game dans les bois |       | Jeu d'arcade         |                | [ S 22 ] |
| 2016  | Flash Tower              |       | Tour de chute        | Zamperla       | ,        |
| 2017  | Cinéma 7D                |       | Cinéma dynamique     |                | [ S 31 ] |
| 2020  | Escadrille               |       |                      | Technical Park | ,        |
| 2026  | Zéphyr                   |       | Euro-Fighter         | Gerstlauer     | [ 10 ]   |

### Attractions familiales
| Année     | Nom (ancien nom)                              | Image | Type d'attraction        | Fabricant                | Sources  |
| --------- | --------------------------------------------- | ----- | ------------------------ | ------------------------ | -------- |
| 1991      | Mini-golf                                     |       | Minigolf                 | Pierre Gouvenou          | [ 2 ]    |
| 1991      | Pirat'attack (Bateaux tamponneurs avant 2022) |       | Bateaux tamponneurs      | Pierre Gouvenou (bassin) | ,        |
| 1991      | Petit train                                   |       | Train panoramique        | Lair                     | [ 2 ]    |
| Vers 1996 | Dragon des Kamikazes                          |       | Toboggan                 | Zapfun                   | ,        |
| 1998      | Pentagliss                                    |       | Toboggan                 |                          | [ S 1 ]  |
| 2008      | Tacot en folie                                |       | Montagnes russes assises | Soquet                   | [ 6 ]    |
| 2011      | Ferme Foldingue                               |       |                          | Zamperla                 | ,        |
| 2014      | Tchoutchou                                    |       | Train panoramique        | SBF Visa                 | [ 20 ]   |
| 2015      | Les Grenouilles se marrent                    |       | Jump Around              | Zamperla                 | ,        |
| 2018      | Tourbillon                                    |       |                          | Gosetto                  | [ 9 ]    |
| 2019      | Sidecars volants                              |       | Pieuvre                  | Technical Park           | ,        |
|           | Manège des nénuphars                          |       | Tasses                   |                          |          |
| 2023      | Tour de contrôle                              |       |                          |                          | [ S 25 ] |
| 2023      | Drifts                                        |       |                          |                          | [ S 25 ] |

### Attractions pour enfants
| Année | Nom (ancien nom)  | Image | Type d'attraction        | Fabricant    | Sources  |
| ----- | ----------------- | ----- | ------------------------ | ------------ | -------- |
|       | Cochons qui rient |       | Petit train pour enfants |              |          |
|       | Autos électriques |       | Course de mini Formule 1 |              |          |
|       | Chenille          |       | Petit train pour enfants | SBF Visa     | [ 22 ]   |
|       | Illojeu Aquatique |       |                          |              |          |
| 2007  | Accro-junior      |       | Parcours acrobatique     |              | [ S 8 ]  |
| 2007  | Carrousel 1900    |       | Carrousel                | Concept 1900 | ,        |
| 2021  | Les Dinos         |       |                          |              | [ 24 ]   |
| 2022  | Le Corsaire       |       | Aire de jeux             |              | [ S 21 ] |

### Anciennes attractions
- Bowling, au sous-sol du chalet (1991-?)
- Musée des métiers d'antan (1991-?)
- Musée des voitures anciennes (vers 1998[S 1]-?)
- Luge d'été (1996-2015)[S 7],[S 8],[Note 3]

## Animations
Pendant les premières années d'ouverture du parc, et notamment en juillet 1993, Pierre Gouvenou organise une fête de la moisson, permettant de remettre en fonctionnement plusieurs machines agricoles anciennes. Ces fêtes sont parfois animées par des groupes folkloriques régionaux et le personnel du parc s'habille en tenues traditionnelles normandes.
En juillet et août, le parc propose tous les jours à 17h30 un spectacle de danse avec les mascottes « Angy » et « Roxy » (deux renards) et une chasse aux œufs est régulièrement organisée pendant le week-end de Pâques.

## Chiffres

### Économie
Le parc enregistre un chiffre d'affaires de 650 000 € en 2006. Les revenus sont croissants les années suivantes et le parc dépasse le million d'euros de chiffre d'affaires en 2012. En 2015, il est de 1 340 964 €.
Dans les années 2000 et les années 2010, le parc emploie une vingtaine de salariés en début de saison et une trentaine pendant l'été,. En 2012, il emploie six salariés à temps complet et trente-cinq jeunes saisonniers. Ces derniers sont principalement recrutés dans le secteur de Saint-Hilaire-du-Harcouët et d'Isigny-le-Buat, les communes voisines.
Selon les données de 2023, une cinquantaine de salariés travaillent au parc pendant sa période d'ouverture (entre avril et septembre). Une soixantaine peuvent être employés en juillet et août.

### Fréquentation
Lors de sa première année d'ouverture en 1991, le parc accueille près de 20 000 visiteurs,. La fréquentation du parc est ensuite croissante tous les ans entre 1991 et 2018. En 2006, il accueille 70 000 visiteurs ; puis 86 000 en 2012 ; autour de 90 000 en 2014 ; 108 000 en 2016, et 110 000, son chiffre record, en 2018,.
En 2011, le parc Ange Michel est l'un des dix sites les plus visités de la Manche. Sa fréquentation a doublé en moins de dix ans, notamment grâce aux touristes venus visiter le Mont Saint-Michel situé à proximité.
La destruction du barrage de Vezins entre 2017 et 2020, qui entraine avec elle la vidange du lac artificiel qui donnait un point de vue « enchanteur » au parc, ne semble pas avoir d'impact significatif sur la fréquentation de ce dernier, contrairement à l'instauration du passe sanitaire en 2020 et 2021 : 76 000 visiteurs ont été enregistrés en 2021, contre plus de 100 000 hors période Covid-19.
En 2022, le parc fait une bonne saison : en avril et mai, grâce à une météo favorable, il accueille 30% de visiteurs de plus par rapport à une même période pré-pandémique.